# ハイランダー2 甦る戦士
『ハイランダー2 甦る戦士』（Highlander II: The Quickening）は、1991年11月1日にインタースターによって公開された映画。『ハイランダー・シリーズ』第2作。監督はラッセル・マルケイ。
なお、アメリカ合衆国でのビデオリリースは、コロンビア・トライスターより、1992年5月13日に行われた。

## あらすじ
1999年、オゾン層の壊滅的状況に対し、コナー・マクラウドは科学者グループと共同でそれに替わる地球全体を覆うシールドを開発する。世界の危機は救ったが、地上は夜も昼も無く高温多湿になってしまう。それから25年後の2024年、今では孤独な65歳の老体になっていたマクラウドだったが、その正体は500年前、ラミレスと共に惑星ザイストから地球に流刑にされた不死身のハイランダーだった。彼は地球での超人たちとの死闘の末、最後の超人となり、首を切り落とされない限り永遠の生命を保つハイランダーから人間へと変わったのだ。シールド破壊を目論むコバルトと呼ばれるテロリストグループの指導者ルイーズと出会った直後、マクラウドはザイスト人の刺客2人に襲われる。マクラウドは彼らを倒し、かつての力を取り戻し若返る。彼女によると実はオゾン層は元どおりになっており、ネイマンとブレークの率いるシールド・コーポレーションが自分の利益のためそれを隠しているというのだ。折しもマクラウドを殺すべく宿敵・将軍カターナが現れ、蘇ったラミレスと共に人類の未来を賭けた戦いが開始される。

## キャスト
| 役名                 | 俳優                       | 日本語吹替 | 日本語吹替   | 日本語吹替 |
| 役名                 | 俳優                       | ソフト版   | 日本テレビ版 |            |
| -------------------- | -------------------------- | ---------- | ------------ | ---------- |
| コナー・マクラウド   | クリストファー・ランバート | 谷口節     | 大塚芳忠     |            |
| フアン・ラミレス     | ショーン・コネリー         | 若山弦蔵   | 若山弦蔵     |            |
| カターナ将軍         | マイケル・アイアンサイド   | 麦人       | 内海賢二     |            |
| ルイーズ・マーカス   | ヴァージニア・マドセン     | 幸田直子   | 佐々木優子   |            |
| デヴィッド・ブレイク | ジョン・C・マッギンリー    | 若本規夫   | 原康義       |            |
| アラン・ネイマン博士 | アラン・リッチ             | 滝口順平   | 藤本譲       |            |

- 日本テレビ版：初回放送1996年11月22日 『金曜ロードショー』

※2015年6月3日発売のディレクターズ・カット完全版ブルーレイ+DVDには、「劇場公開版・DVD仕様」本編（Disc2 DVD）と惑星ザイトス関連のシーンを削り16分追加してザイトス人ではなく地球の古代人に設定変更した「ディレクターズ・カット版」本編（Disc1 ブルーレイ）が収録され、ディレクターズ・カット版本編には日本テレビ版の日本語吹替（吹替音声がない箇所は字幕対応）、劇場公開版DVD仕様本編にはソフト版の日本語吹替が収録されている。

## 制作
約100万ドルがテレビ宣伝費として使われた。この作品のセットは、『ブレードランナー』といったリドリー・スコットの監督作品を意識している。
ランバートとマイケル・アイアンサイドは撮影中のけがに苦しめられ、St. Petersburg Timesによると、マイケル・アイアンサイドとの戦闘シーンでランバートがアイアンサイドの歯をうっかり1本欠いてしまったり、殺陣シーンでマイケル・アイアンサイドが誤ってランバートの指の一部を誤って切り落としてしまったことがあったという。2人のけがはもう治っているが、アイアンサイド曰く、重さ10キロの剣を正確に突いたり交わしたりすることは不可能だったとのこと。

### 剣について
映画本編中で用いられる独特のジョーク（批評家によるものもある）の一つに、無くなったり戻ってきたりする剣がある。前作でコナーがラミレスに出会って剣術を教えてもらったとき、コナーがスコットランドのクレイモアを用いていたのに対し、ラミレスは紀元前593に作られた刀を用いていた。ラミレスの死後、コナーは彼の刀を受け継ぎ、以後、500年間、それがコナーの使う唯一の剣となった。
ラミレスが生き返った時、劇場公開版では驚きもせずにスコットランド式バスケット柄の剣を振りまわしながら現われた。ディレクターズ・カット/レネゲード版（Directors' Cut/Renegade Version）のみ、ラミレス がその剣をステージセットから取る場面がある。2000年間、両手で扱う武器を使用してきたにもかかわらず、彼は容易に片手で扱う武器を使いこなしている。彼とマクロードがマクロードのアパートで戦ったとき、2人とも彼の剣については言及しなかった。ラミレスもマクロードの刀の在りかについては聞かなかった。
Shieldの破壊を決意したあと、ラミレス のもとに刀が戻ってき、巨大な扇がマクロードを破壊するのを阻止するために地面に投げ込んだ。そのあとマクロードはラミレス と刀をおいて去った。しかしカターナ将軍との最終決戦の際、彼の刀はなぜかその手にあり、ほのめかしもなかった。これは、当初魔法でマクロードのところに帰ってきたということになったが、この場面は撮影されなかった。

## 備考
- ジョン・C・マッギンリーは自分のキャラクターをオーソン・ウェルズのように低い声にしたかったが、悪いアイデアだと気づいてやめた[9][10]。
- マイケル・アイアンサイドの左のほほの傷はメーキャップである。
- 批評がよろしくなかった割には、アメリカ合衆国で前作の3倍という$15,556,340という興行収入で、他のヨーロッパ諸国でも高い興行収入だった。
- このバージョンはテレビシリーズまたは第3弾につながるカノンとは考えられていないが、オープニングクレジットや一部の回にこの作品の映像が用いられた。

### 当初の脚本との相違点
- マクロードを狙う暗殺者の数は2ではなく3となっており、オリジナルの脚本ではワインの味見のシーンで細工をしにやってきたということになっていた。
- 第1作の敵 クルガンはカタナの子分で、マクロードとラミレス がPrizeを授かるのを防ぐために地球へやってきたということになっていた。また、彼を演じたクランシー・ブラウンは続編でもカメオ出演を望んだが、かなわなかった。
- ラミレス とコナーはそれぞれエジプト人とスコットランド人として生まれ変わっていたという設定だった。
- One Zeistの暦は地球の西暦と一緒である。